# Avaragolla, Davanagere
Avaragolla là một làng thuộc tehsil Davanagere, huyện Davanagere, bang Karnataka, Ấn Độ.